# Helicodendron triglitziense
Helicodendron triglitziense är en svampart som först beskrevs av Jaap, och fick sitt nu gällande namn av Linder 1929. Helicodendron triglitziense ingår i släktet Helicodendron, ordningen disksvampar, klassen Leotiomycetes, divisionen sporsäcksvampar och riket svampar.   Inga underarter finns listade i Catalogue of Life.